# 猪名寺
猪名寺（いなでら）とは、尼崎市園田地区の地名。郵便番号661-0981。

## 地理
尼崎市田能、食満、南清水、塚口本町と伊丹市南東部に隣接する。
新大阪〜新神戸駅間の山陽新幹線が通っている。

## 世帯数と人口
2021年（令和3年）3月31日現在の世帯数と人口は以下の通りである。
| 町丁        | 世帯数    | 人口    |
| ----------- | --------- | ------- |
| 猪名寺1丁目 | 1,153世帯 | 2,210人 |
| 猪名寺2丁目 | 518世帯   | 897人   |
| 猪名寺3丁目 | 192世帯   | 369人   |
| 計          | 1,863世帯 | 3,476人 |

## 学校

### 小・中学校の学区
市立小・中学校に通う場合、学区は以下の通りとなる。
| 町丁        | 番・番地等                      | 小学校               | 中学校             |
| ----------- | ------------------------------- | -------------------- | ------------------ |
| 猪名寺1丁目 | 全域                            | 尼崎市立園田北小学校 | 尼崎市立園田中学校 |
| 猪名寺2丁目 | 1～20番、21番11、12号、17～35号 | 尼崎市立園田北小学校 | 尼崎市立園田中学校 |
| 猪名寺2丁目 | 21番1 ～10、13～16号            | 尼崎市立園田小学校   | 尼崎市立園田中学校 |
| 猪名寺3丁目 | 全域                            | 尼崎市立園田北小学校 | 尼崎市立園田中学校 |

### 高等学校
- 兵庫県立尼崎稲園高等学校

## 交通

### 鉄道
- JR西日本福知山線猪名寺駅

### バス
| 業者         | 路線名 | 起点     | 町内の停留所                     | 終点             |
| ------------ | ------ | -------- | -------------------------------- | ---------------- |
| 阪神バス     | 20     | JR猪名寺 | JR猪名寺 - 猪名寺 - (田能西)     | 東園田           |
| 伊丹市交通局 | 36     | 阪急伊丹 | (南町) - JR猪名寺 - (御願塚)     | 山田             |
| 阪急バス     | 56     | 阪神尼崎 | (塚口本町) - 猪名寺西口 - (南町) | 阪急川西能勢口駅 |
| 阪急バス     | 57     | 阪神尼崎 | (塚口本町) - 猪名寺西口 - (南町) | 伊丹営業所前     |

### 道路
- 兵庫県道13号尼崎池田線
- 大阪府道・兵庫県道41号大阪伊丹線

## 施設

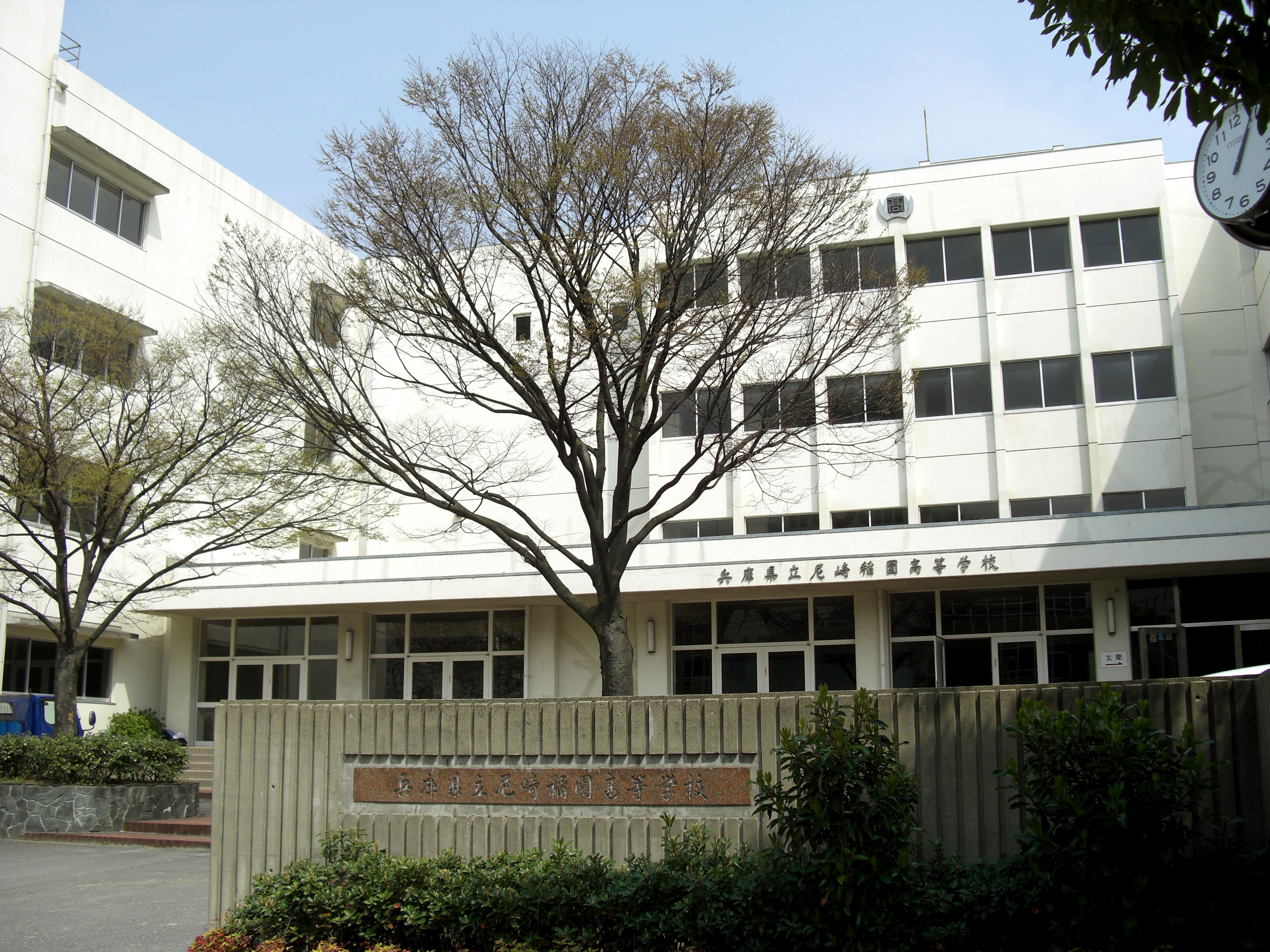
兵庫県立尼崎稲園高等学校

- 佐璞丘公園
- 尼崎猪名寺郵便局
- 尼崎市立園田北小学校
- 兵庫県立尼崎稲園高等学校
- 尼崎猪名寺住宅
- 法園寺
- 猪名野神社元宮
- 猪名寺廃寺跡